# Žygimantas Pavilionis

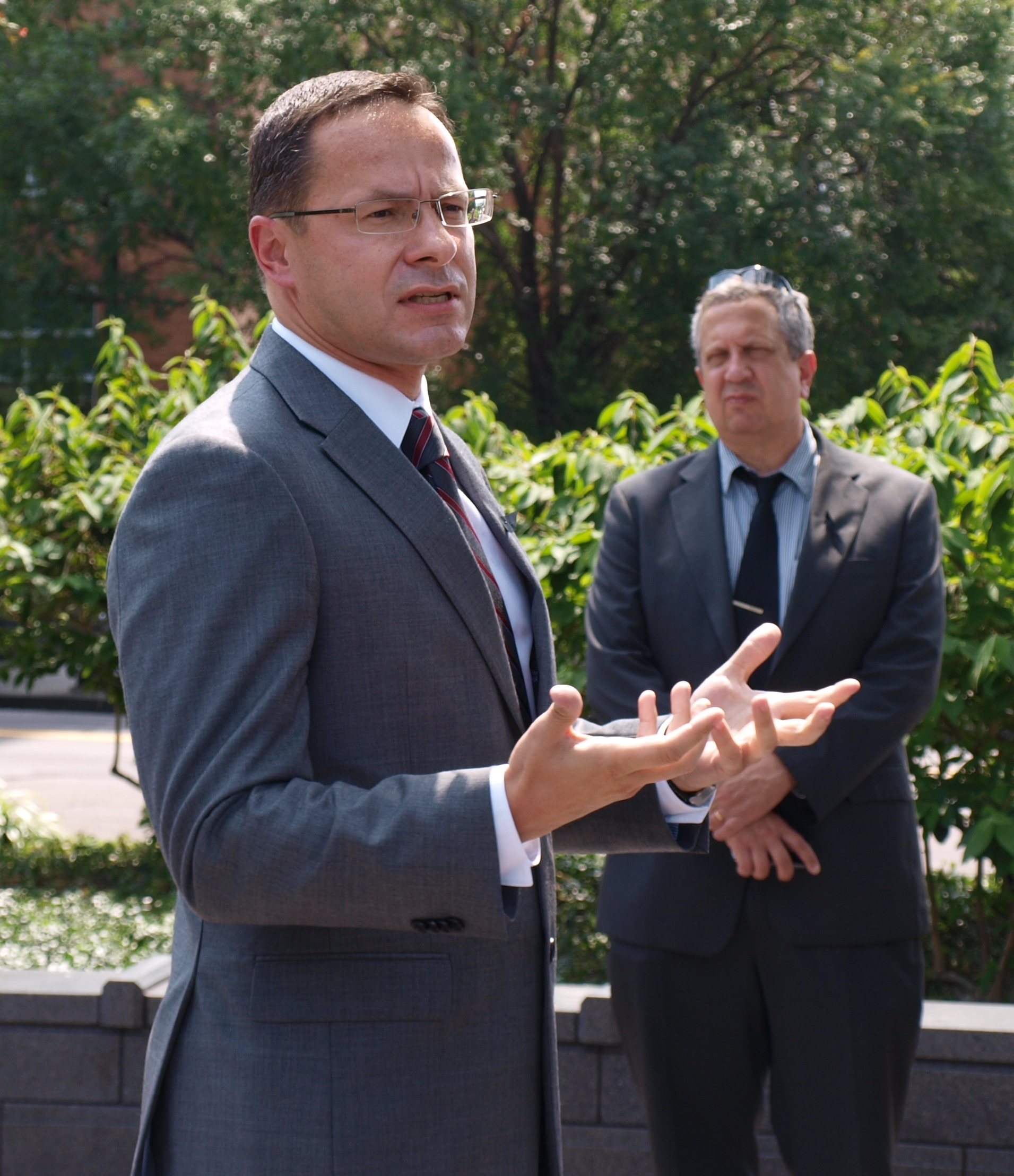
Žygimantas Pavilionis

Žygimantas Pavilionis (* 22. Juli 1971 in Vilnius) ist ein litauischer Diplomat und konservativer Politiker, 2024 stellvertretender Vorsitzender des Seimas.

## Leben
Nach dem Abitur an der Mittelschule absolvierte Žygimantas Pavilionis 1994 das Bachelorstudium am Institut der Politikwissenschaften und 1995 das Masterstudium an der Philosophiefakultät der Vilniaus universitetas in der litauischen Hauptstadt Vilnius.
Von 1993 bis 2016 arbeitete er am Außenministerium Litauens.
Von 2002 bis 2006 leitete Pavilionis die Europa-Abteilung des Ministeriums. 2010 wurde er von Dalia Grybauskaitė zum litauischen Botschafter in USA und Mexiko bis 2015 ernannt. Von 2009 bis 2012 schrieb er eine Dissertation zum Thema Metapolitik des Heiligen Stuhls und der europäischen Politik Litauens an der Vilniaus universitetas. 2013 promovierte er in Politikwissenschaft. Ab September 2015 lehrte Pavilionis an der Lietuvos karo akademija. Pavilionis war zeitweise als möglicher Kandidat bei der Präsidentschaftswahl in Litauen 2019 im Gespräch. Er trat jedoch nicht an.
Im 13. Seimas war er 2024 Parlamentsvizepräsident.
Von 1990 bis 2009 war er Mitglied von Lietuvos krikščionių demokratų partija (LKDP). Seit 2009 ist Pavilionis Mitglied der TS-LKD. Er ist auch Mitglied von Lietuvos šaulių sąjunga.
Er trägt den schwarzen Taekwondo-Gürtel des zweiten Dans.

## Auszeichnungen
- 2003: Orden für Verdienste um Litauen
- 2013: Ehrenorden des Präsidenten Georgiens

## Familie
Sein Vater war Philosoph Rolandas Pavilionis (1944–2006). Seine Mutter ist Marija Aušrinė Pavilionienė (* 1944), Professorin und Politikerin. Sein Bruder Šarūnas Šaltis ist Jurist und Unternehmer.
Žygimantas Pavilionis ist verheiratet. Mit Frau Lina hat er vier Söhne (Augustas, Dominykas, Simonas und Vincentas).